# Rubem Fonseca
José Rubem Fonseca (Juiz de Fora, 11 de maio de 1925 — Rio de Janeiro, 15 de abril de 2020) foi um contista, romancista, ensaísta e roteirista brasileiro.
Formado em Direito, exerceu várias atividades antes de dedicar-se inteiramente à literatura. Em 2003, venceu o Prémio Camões, o mais prestigiado galardão literário para a língua portuguesa.

## Biografia
Rubem Fonseca nasceu em Juiz de Fora, Minas Gerais, em 1925. Era filho de portugueses transmontanos, emigrados para o Brasil. Residiu desde a infância no Rio de Janeiro. Graduou-se em Ciências Jurídicas e Sociais na Faculdade Nacional de Direito da então Universidade do Brasil, atual Universidade Federal do Rio de Janeiro (UFRJ).
Em 31 de dezembro de 1952 iniciou sua carreira na polícia, como comissário, no 16º Distrito Policial, em São Cristóvão, no Rio de Janeiro. Muitos dos fatos vividos naquela época e dos seus companheiros de trabalho estão imortalizados em seus livros. Aluno brilhante da Escola de Polícia, não demonstrava, então, pendores literários. Ficou pouco tempo nas ruas. Foi, na maior parte do tempo em que trabalhou, até ser exonerado em 6 de fevereiro de 1958, um policial de gabinete. Cuidava do serviço de relações públicas da polícia.
Na Escola de Polícia destacou-se em Psicologia. Em julho de 1954 recebeu uma licença para estudar e depois dar aulas desta disciplina na Fundação Getúlio Vargas, no Rio de Janeiro.
Escolhido, com mais nove policiais cariocas, para se aperfeiçoar nos Estados Unidos, entre setembro de 1953 e março de 1954, aproveitou a oportunidade para estudar administração de empresas na New York University. Após sair da polícia, Rubem Fonseca trabalhou na Light até se dedicar integralmente à literatura.
Designado pelo presidente da Light, do qual o escritor era assessor em 1962, Fonseca participou, como representante da empresa, do Instituto de Pesquisas e Estudos Sociais (IPÊS). No Instituto elaborou projetos com sugestões econômicas para o governo Goulart. Após o golpe militar de 1964, desligou-se imediatamente do IPÊS.
Em 1976, um de seus livros mais importantes, Feliz Ano Novo, foi proibido de circular e de ser publicado, após decisão do então Ministro da Justiça, Armando Falcão, em 15 de dezembro daquele ano. A alegação seria de que a obra conteria matéria "contrária à moral e aos bons costumes".  Sobre esse episódio, o então secretário-geral do Ministério da Educação e posteriormente Ministro da Educação no governo Geisel, Euro Brandão, em ofício ao Ministro da Justiça afirmou que "quanto ao livro "Feliz Ano Novo", de autoria de Rubem Fonseca, aprovou-se solicitação a V. Exa. para que faça sentir ao Senhor Ministro da Justiça o nosso aplauso pela providência adotada contra essa obra realmente representativa da obscenidade literária em nosso País".
Em 20 de julho de 1978, o então presidente da representação em Brasília da Associação Brasileira de Imprensa, Pompeu de Sousa, protestou ao diretor geral do Departamento da Polícia Federal, coronel Moacir Coelho, contra a proibição de outra obra de Rubem Fonseca, dessa vez o conto "O Cobrador", vencedor do Prêmio Status de Literatura Brasileira 1978. Afirmou Pompeu de Sousa: "Ninguém ignora que Rubem Fonseca é um dos escritores mais importantes da literatura brasileira contemporânea, já antes atingido por outra medida de obscurantismo, com a apreensão de seu livro "Feliz Ano Novo", o que, aliás, constitui objeto de ação judicial que o autor move presentemente contra o Ministro da Justiça. Igualmente notório é o alto valor intelectual da comissão julgadora do referido concurso, composta pelos escritores Antônio Houaiss, Ferreira Gullar e Gilberto Mansur, cujo trabalho, nesse particular, consistiu na leitura e seleção de cerca de dois mil contos. Trata-se - deve ser acentuado, ainda - de um prêmio que, pelo seu valor monetário, representa um dos poucos exemplos de estimulo material à produção literária, no Brasil. O ato da Censura - ainda mais tendo em vista que repete proibição idêntica contra o conto vitorioso em concurso semelhante, no ano anterior, de mesma revista, dessa vez da autoria de outro mestre do gênero,o escritor Dalton Trevisan - pode determinar uma retração da parte da editora prejudicada, como de outras, no sentido de manter ou estender tão louvável empreendimento. Por todas estas razões, Vossa Senhoria há de concordar que medidas dessa natureza contrapõem-se, na verdade, aos interesses nacionais, na defesa dos quais essa Representação da ABI aqui manifesta o seu protesto, assim como a expectativa de que, de futuro, não venham a repetir-se". 
Reconhecidamente uma pessoa que, como Dalton Trevisan, adora o anonimato, era descrito por amigos como uma pessoa simples, afável e de ótimo humor.
As obras de Rubem Fonseca geralmente retratam, em estilo seco e direto, a luxúria e a violência urbana, em um mundo onde marginais, assassinos, prostitutas, miseráveis e delegados se misturam. A história através da ficção é também uma marca de Rubem Fonseca, como nos romances Agosto (seu livro mais famoso) em que retratou as conspirações que resultaram no suicídio de Getúlio Vargas, e em O Selvagem da Ópera em que retrata a vida de Carlos Gomes, ou ainda A Cavalaria Vermelha, livro de Isaac Babel retratado em Vastas Emoções e Pensamentos Imperfeitos.
Criou, para protagonizar alguns de seus contos e romances, um personagem antológico: o advogado Mandrake, mulherengo, cínico e imoral, além de profundo conhecedor do submundo carioca. Mandrake foi transformado em série para a rede de televisão HBO, com roteiros de José Henrique Fonseca, filho de Rubem, e o ator Marcos Palmeira no papel-título.
Foi casado por 42 anos com Théa Maud Komel (1928-1997) e teve três filhos: Maria Beatriz, José Alberto e o cineasta José Henrique Fonseca.

### Morte
Rubem Fonseca sofreu um infarto em seu apartamento no bairro Leblon no dia 15 de abril de 2020. Foi socorrido no Hospital Samaritano, mas não resistiu e veio a falecer.

## Obras

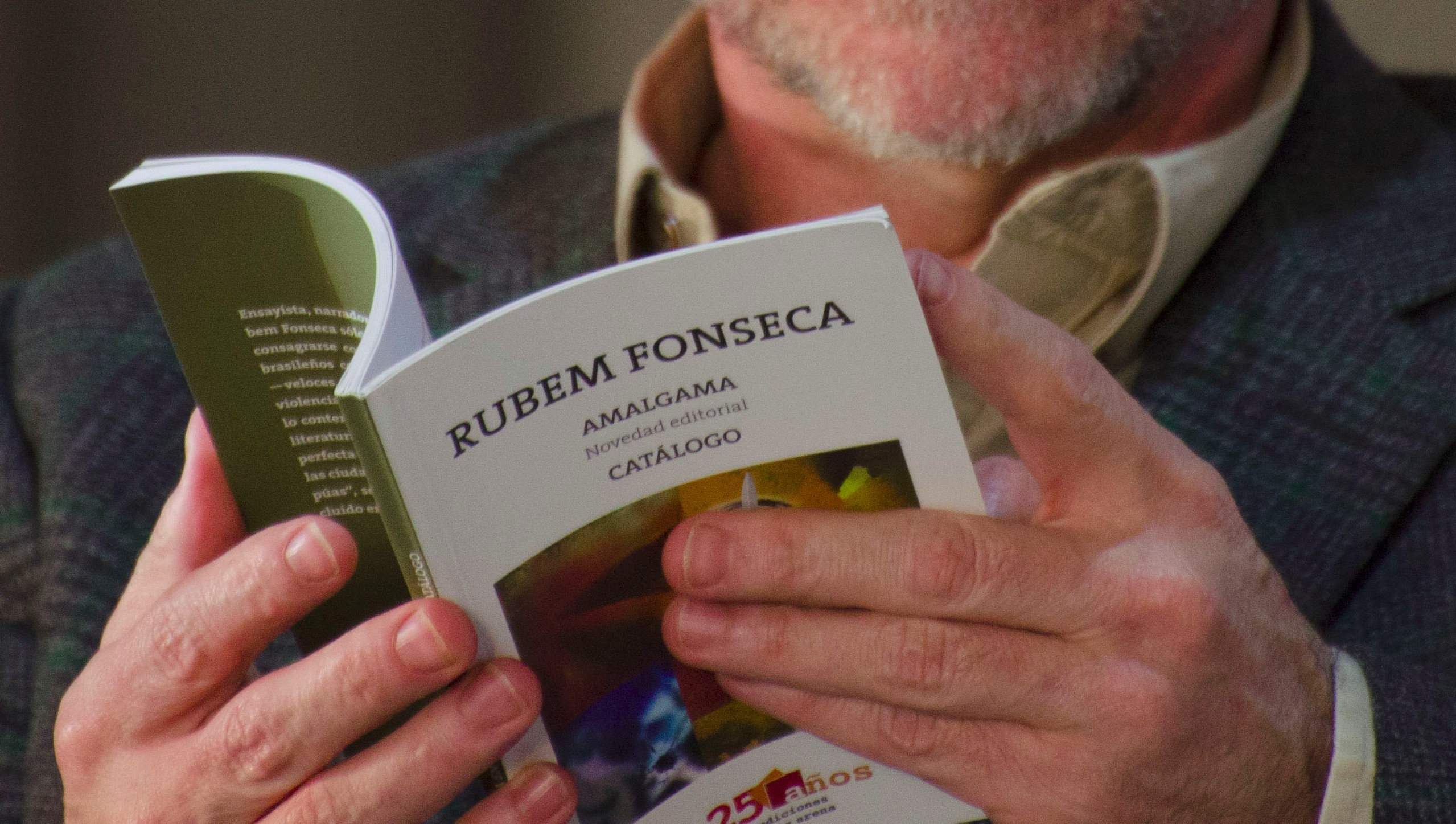
Uma das obras de Rubem Fonseca

### Romances
- O Caso Morel (1973)
- A Grande Arte (1983)
- Bufo & Spallanzani (1986)
- Vastas Emoções e Pensamentos Imperfeitos (1988)
- Agosto (1990)
- O Selvagem da Ópera (1994)
- E do Meio do Mundo Prostituto Só Amores Guardei ao Meu Charuto (1997)
- O Doente Molière (2000)
- Diário de um Fescenino (2003)
- Mandrake, a Bíblia e a Bengala (2005)
- O Seminarista (2009)
- José (2011)

### Contos
- Os Prisioneiros (1963)
- A Coleira do Cão (1965)
- Lúcia McCartney (1969)
- O Homem de Fevereiro ou Março (1973)
- Feliz Ano Novo (1975)
- O Cobrador (1979)
- Romance Negro e Outras Histórias (1992)
- O Buraco na Parede (1995)
- Histórias de Amor (1997)
- A Confraria dos Espadas (1998)
- Secreções, Excreções e Desatinos (2001)
- Pequenas Criaturas (2002)
- 64 Contos de Rubem Fonseca (2004)
- Ela e Outras Mulheres (2006)
- Axilas e Outras Histórias Indecorosas (2011)
- Amálgama (2013)
- Histórias Curtas (2015)
- Calibre 22 (2017)
- Carne Crua (2018)

### Outros
- O Romance Morreu (crônicas, 2007)

## Prêmios
| Ano  | Prêmio                                                       | País     | Categoria               | Indicação                        |
| ---- | ------------------------------------------------------------ | -------- | ----------------------- | -------------------------------- |
| 1969 | Prêmio Jabuti                                                | Brasil   | Contos/Crônicas/Novelas | Lúcia McCartney                  |
| 1983 | Prêmio Jabuti                                                | Brasil   | Romance                 | A Grande Arte                    |
| 1996 | Prêmio Jabuti                                                | Brasil   | Contos/Crônicas/Novelas | Buraco na Parede                 |
| 2002 | Prêmio Jabuti                                                | Brasil   | Contos e Crônicas       | Secreções, Excreções e Desatinos |
| 2003 | Prêmio Camões                                                | Portugal | −                       | conjunto da obra                 |
| 2003 | Prêmio de Literatura Latinoamericana y del Caribe Juan Rulfo | México   | −                       | conjunto da obra                 |
| 2003 | Prêmio Jabuti                                                | Brasil   | Contos e Crônicas       | Pequenas Criaturas               |
| 2012 | Prêmio Iberoamericano de Narrativa Manuel Rojas              | Chile    |                         |                                  |
| 2012 | Prêmio Literário Casino da Póvoa                             | Portugal |                         | Bufo & Spallanzani               |
| 2014 | Prêmio Jabuti                                                | Brasil   | Contos e Crônicas       | Amálgama                         |
| 2015 | Prêmio Machado de Assis                                      | Brasil   | −                       | conjunto da obra                 |

- Coruja de Ouro pelo roteiro de Relatório de um homem casado, filme dirigido por Flávio Tambellini
- Kikito do Festival de Gramado, pelo roteiro de Stelinha, dirigido por Miguel Faria Jr.
- Prêmio da Associação Paulista de Críticos de Arte pelo roteiro de A grande arte, filme dirigido por Walter Salles Jr.
- Prémio Rosalía de Castro do Centro PEN Galiza em 2004. [18]

## Estilo literário
Rubem Fonseca inaugurou algo novo na literatura brasileira contemporânea, que foi chamada, como brutalista, em 1975 através de Alfredo Bosi. Em seus contos e romances utiliza-se uma maneira de contar, na qual destacam-se personagens que são narradores. Várias das suas histórias (principalmente romances) são apresentadas na estrutura de uma narrativa policial com fortes elementos de oralidade. O fato de ter atuado como advogado, aprendido medicina legal, comissário de polícia,  ter vivido no subúrbio do Rio de Janeiro teria contribuído para o escritor criar histórias do mundo parecido com o real dentro dessa linguagem direta. Provavelmente, devido a isso, vários de seus personagens de suas obra são (ou foram) delegados, inspetores, detetives particulares, advogados criminalistas, ou, ainda, escritores. 
Além do tom bastante policial, em que existe - geralmente - um crime ou um mistério a ser desvendado, seus livros podem ser vistos como uma paródia do gênero policial tradicional, visto que os crimes do enredo são apenas "disfarces" de suas críticas a sua sociedade opressora do indivíduo. No gênero policial  tradicional o mistério funciona como uma casca que encerra um caroço. Porém, a Rubem Fonseca interessa registrar o cotidiano terrível das grandes cidades e, simultaneamente, mostrar os dramas humanos desencadeados pelas ações transgressoras da ordem.
Persistem, apesar disso, algumas semelhanças entre literaturas de outros escritores, como Sir Arthur Conan Doyle (criador de Sherlock Holmes), que ele insere nos em sua obra , e fundir ela com seu jeito de escrever. Em ambos os autores, o enigma inicial fica por conta de um crime (na maioria das vezes, um homicídio) que gera toda um drama, mistério e tensão e fará com que o leitor se interesse pelo livro. 
Outra semelhança, é o primeiro passo do investigador, (seja ele comum ou especialista, como Sherlock Holmes, Mandrake, Guedes, Mattos, etc.), que é quando o detetive vai ao local do crime em busca dos primeiros indícios que ajudaram no desencadeio do processo investigativo.  
O que mais chama atenção na obra de Rubem Fonseca é a mentalidade dos bandidos. Em nenhum momento eles se sentem  remorso ou culpa. São perversos e frios, venham dos estratos superiores ou das camadas populares. A relação entre herói e bandido está presente em seus livros, contudo, não é possível identificar exatamente quem é, pois seus personagens são muitos parecidos, fazendo com que, o leitor ache que todos sejam vilões.

## Homenagens
No dia 5 de agosto de 2025, o prefeito Eduardo Paes deu o nome de "Praça Rubem Fonseca" a uma terreno no Centro do Rio de Janeiro atualmente utilizado como estacionamento privativo do Ministério Público do Estado do Rio de Janeiro (MPRJ).